# تيليس تيرمي
تيليس تيرمي، التي كانت تسمى ببساطة تيليس حتى العام 1991،  هي مدينة، كومونة (بلدية) ومقر أسقفي سابق في مقاطعة بينيفينتو، في منطقةِ كامبانيا جنوب إيطاليا. وهي تقع في وادي كالور، وتشتهر بينابيعها الحارة الكبريتية.

## علم أصول الكلمات
تيليس هيَ كلمة قديمة لجوهرة الياقوت.

## تاريخ
كانت تيليس مدينة سامنيت قديمة (مائلة)، تُعرف باسم T (h) elesia. استولى حنبعل على المدينة عام 217 قبل الميلاد؛ِ فيما بعد، أسس الجنرال الروماني المنتصر سكيبيو أفريكانوس مستعمرة رومانية هناك.
فِي العام 460 تم إنشاء أبرشية تيليز/ ثيليسين (لنا) (صفة لاتينية). بعد أن سقطت في الاضمحلال بعد الحرب القوطية، تم غزو البلدة من قبل Longobards، لتصبح جزءا مِن Lombard Duchy of Benevento كَمقر لـ gastaldry (حي). تم تدمير المدينة في العامين 847 و 860، على يد المسلمين، ودمرت مرة أخرى في القرن الحادي عشر، خلال الحرب بين الملك روجر الثاني ملك صقلية والتعدادات النورماندية في البر الرئيسي لإيطاليا الجنوبية.
تم بناء بلدة تيليس من جديد؛ ومع ذلك، تم تحطيمها مرة أخرى في عام 1349، هذه المرة بسبب زلزال.
كاتدرائيتها السابقة كاتدرائية سانتا كروس، المكرسة للصليب المقدس، التي أصبحت الآن في حالة حطام، تم إيقاف تشغيلها بعد أن نقل الأساقفة رؤيتهم إلى Cerreto Sannita القريبة، ومع ذلك احتفظت باللقب البديل Diocese of Telese أيضًا، حتى بعد اندماج آخر في أبرشية Cerreto Sannita – Telese – Sant'Agata de 'Goti.
في عام 1883، بعد توحيد إيطاليا، تم بناء الحمامات الحرارية، ومن هنا الاسم الكامل الحالي تيليس تيرمي منذ عام 1991، وأصبحت تيليس بلدية مستقلة في عام 1934.

## المعالم السياحية الرئيسية
تمتلك البلدة بقايا الجدران في أوبوس راتيكولاتوم، بطول إجمالي يزيد عن ميل؛ كتابان من الفترة الجمهورية يسجلان إقامة الأبراج. بقايا الحمامات ( Thermae Sabinianae ) والمدرج لا يزالون موجودين؛ تم تزويد المدينة بالمياه بواسطة قناة مائية. توجد ينابيع كبريتية في المنطقة المجاورة، والتي ربما تكون قد زودت الحمامات.